# ذا كوايت أميركان (فلم)
ذا كوايت أميركان (بالإنجليزية: The Quiet American) ، وتعني الهدوء الأميركي ، أنتج الفيلم سنة 2002 ، نقلا على كتاب ذا أميركان كوايت ، تتحدث الفيلم عن وجود الفيتناميين الجنوبيين في فترة حرب فيتنام.

## وصلات خارجية
- مقالات تستعمل روابط فنية بلا صلة مع ويكي بيانات
- "By the Bombs' Early Light" - essay by إتش بروس فرانكلين on the historical context of the novel and the 2002 film
- "Michael Caine Makes Noise: He dismisses claims that The Quiet American is somehow anti-American" - Interview with film critic Joe Leydon on controversies surrounding the film